# Płomienniczek żółtobrązowy
Płomienniczek żółtobrązowy (Flammulaster muricatus (Fr.) Watling) – gatunek grzybów należący do rzędu pieczarkowców (Agaricales).

## Systematyka i nazewnictwo
Pozycja w klasyfikacji według Index Fungorum: Flammulaster, Tubariaceae, Agaricales, Agaricomycetidae, Agaricomycetes, Agaricomycotina, Basidiomycota, Fungi.
Po raz pierwszy zdiagnozował go w 1821 r. Elias Fries, nadając mu nazwę Agaricus muricatus. Obecną nazwę nadał mu Roy Watling w 1967 r. Synonimy:

- Agaricus muricatus Fr. 1821
- Dryophila muricata (Fr.) Quél. 1886
- Flammulaster denticulatus P.D. Orton 1984
- Flocculina muricata (Fr.) P.D. Orton 1960
- Naucoria muricata (Fr.) Kühner & Romagn. 1953
- Phaeomarasmius muricatus (Fr.) Singer 1952
- Pholiota muricata (Fr.) P. Kumm. 1871

Nazwę polską zaproponował Władysław Wojewoda w 2003 r.

## Morfologia
Kapelusz
O średnicy do 3 cm, wypukły. Brzeg początkowo podwinięty, potem prosty. Powierzchnia o barwie pomarańczowobrazowej, czerwonobrązowej lub brązowej, całkowicie pokryta gęstymi włókienkami tworzącymi odstające kłaczki o tej samej barwie. Na brzegu kapelusza odstają na zewnątrz. Początkowo jest bardzo delikatnie oprószony.
Blaszki
Średnio gęste, zatokowato wycięte, jasno ochrowe. Ostrza nierówne, nieco jaśniejsze od blaszek.
Trzon
Z trudno zauważalnym pierścieniem lub bez pierścienia. W dolnej części pokryty gęstymi, odstającymi łuseczkami tej samej barwy co kapelusz. W górnej części jaśniejszy i lekko oprószony.
Cechy mikroskopowe
Wysyp zarodników od jasnobrązowego do brązowego. Zarodniki 6,5–8,2 × 4–5 µm.

## Występowanie i siedlisko
Płomienniczek żółtobrązowy znany jest w Ameryce Północnej, Europie, Rosji i Kenii. W piśmiennictwie naukowym na terenie Polski do 2003 r. podano tylko dwa stanowiska. Nowe i liczniejsze stanowiska podaje internetowy atlas grzybów. Znajduje się w nim na liście gatunków rzadkich i wartych objęcia ochroną.
Saprotrof. Występuje w lasach na martwym drewnie drzew liściastych. Owocniki pojawiają się od czerwca do października.